# Псевдомногообразие

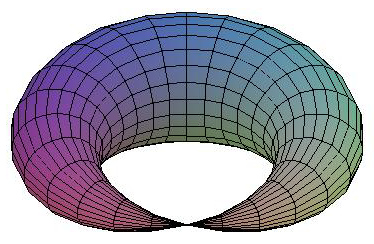

Псевдомногообразие в топологии — комбинаторная реализация общей идеи многообразия с особенностями, образующими множество коразмерности два.

## Определение
Для заданной размерности {\displaystyle n} псевдомногообразие определяется как конечное симплициальное разбиение со следующими свойствами:
- неразветвлённость: каждый {\displaystyle (n-1)}-мерный симплекс является гранью ровно двух {\displaystyle n}-мерных симплексов;
- сильная связность: любые два {\displaystyle n}-мерных симплекса можно соединить «цепочкой» {\displaystyle n}-мерных симплексов, в которой каждые два соседние симплекса имеют общую {\displaystyle (n-1)}-мерную грань;
- размерностная однородность: каждый симплекс является гранью некоторого {\displaystyle n}-мерного симплекса.

В определении псевдомногообразия с краем в условии неразветвлённости каждый {\displaystyle (n-1)}-мерный симплекс должен являться гранью одного или двух {\displaystyle n}-мерных симплексов.

### Замечания
- Псевдомногообразие называется нормальным, если линк каждого его симплекса коразмерности {\displaystyle \geqslant 2} является псевдомногообразием.

- Если некоторая триангуляция топологического пространства является псевдомногообразием, то и любая его триангуляция является псевдомногообразием, поэтому можно говорить о свойстве топологического пространства быть (или не быть) псевдомногообразием

- Для псевдомногообразия имеют смысл понятия ориентируемости, ориентации и степени отображения.

## Примеры
- триангулируемые связные компактные гомологические многообразия над {\displaystyle \mathbb {R} };
- комплексные алгебраические многообразия (даже с особенностями);
- пространство Тома[англ.] векторных расслоений над триангулируемыми компактными многообразиями.